# Nycteola rosea
Nycteola rosea är en fjärilsart som beskrevs av Sheldon 1919. Nycteola rosea ingår i släktet Nycteola och familjen trågspinnare. Inga underarter finns listade i Catalogue of Life.